# Джонсбург (Іллінойс)
Джонсбург (англ. Johnsburg) — селище (англ. village) в США, в окрузі Макгенрі штату Іллінойс. Населення — 6355 осіб (2020).

## Географія
Джонсбург розташований за координатами 42°23′6″ пн. ш. 88°14′48″ зх. д. / 42.38500° пн. ш. 88.24667° зх. д. (42.384874, -88.246741).  За даними Бюро перепису населення США в 2010 році селище мало площу 19,87 км², з яких 18,33 км² — суходіл та 1,54 км² — водойми.

## Демографія
Згідно з переписом 2010 року, у селищі мешкало 6337 осіб у 2199 домогосподарствах у складі 1784 родин. Густота населення становила 319 осіб/км².  Було 2398 помешкань (121/км²).
Расовий склад населення:
| - 97,2 % — білих - 0,6 % — азіатів - 0,4 % — чорних або афроамериканців - 0,1 % — корінних американців |

До двох чи більше рас належало 1,0 %. Частка іспаномовних становила 3,4 % від усіх жителів.
За віковим діапазоном населення розподілялося таким чином: 26,4 % — особи молодші 18 років, 62,8 % — особи у віці 18—64 років, 10,8 % — особи у віці 65 років та старші. Медіана віку мешканця становила 41,2 року. На 100 осіб жіночої статі у селищі припадало 104,4 чоловіків;  на 100 жінок у віці від 18 років та старших — 101,4 чоловіків також старших 18 років.
Середній дохід на одне домашнє господарство  становив 108 441 долар США (медіана — 98 879), а середній дохід на одну сім'ю — 111 504 долари (медіана — 102 396). Медіана доходів становила 71 080 доларів для чоловіків та 42 750 доларів для жінок. За межею бідності перебувало 6,9 % осіб, у тому числі 8,5 % дітей у віці до 18 років та 8,7 % осіб у віці 65 років та старших.
Цивільне працевлаштоване населення становило 3323 особи. Основні галузі зайнятості: освіта, охорона здоров'я та соціальна допомога — 19,5 %, роздрібна торгівля — 12,7 %, будівництво — 11,8 %, виробництво — 11,1 %.